# Gilberto Giardini
Gilberto Giardini (* 23. Juni 1964 in Warschau) ist ein italienisch-polnischer bildender Künstler (Bühnen- und Kostümbild, Grafik-Design, Malerei, Illustration und Fotokunst).

## Jugend und Ausbildung
Giardini wurde 1964 als Sohn der polnischen Opernsängerin Barbara Miszel Giardini und des italienischen Physikers Salvatore Giardini in Warschau geboren. Vor allem das künstlerisch geprägte Umfeld seiner Mutter hatte großen Einfluss auf seinen Werdegang. Er wuchs zwischen Warschau, Rom und ab Anfang der siebziger Jahre auch Deutschland (Wiesbaden und Düsseldorf) auf. Schon im Alter von sechzehn Jahren entwarf Giardini Kostüme für einen Galaabend der polnischen Ballettgrößen an der Oper Breslau. Giardini studierte an der Accademia di Belle Arti in Rom Bühnenbild und Kunstgeschichte und schließt 1989 mit Auszeichnung ab. Giardini spricht polnisch, italienisch, deutsch, französisch und englisch. Er lebt in Berlin.

## Bühnen- und Kostümbildner
Bühnenproduktionen in Italien und Polen, Kostüm-Assistenzen bei Theaterproduktionen und Filmproduktionen in Cinecittà in Rom, sowie eine erste eigene Ausstattung (Die Frühlingsweihe von Igor Strawinsky am Großen Theater in Łódź (1989) in Memorian an Vaslav Nijinsky – Choreografie von Ewa Wycichoska), vermittelten ihm während des Studiums Berufserfahrungen und gaben ihm Gelegenheit mit einigen Größen des italienischen Films und Theaters zusammenzuarbeiten (u. a. Luigi Comencini Il ragazzo di Calabria und La Bohème oder Gabriele Lavia Il padre von August Strindberg).
Eine feste Anstellung als Bühnen- und Kostümassistent am Theater Bremen öffnete ihm 1990 die Tür zur Zusammenarbeit mit internationalen Künstlern aus Oper, Schauspiel und Tanztheater (Johann Kresnik, Tobias Richter, Hubert Monloup, Franz Lehr, Gian Maurizio Fercioni, Penelope Wehrli u. a.). 1992 begann Giardini seine freiberufliche Karriere als Bühnen- und Kostümbildner, zunächst noch als Ausstattungsassistent (u. a.: La traviata (Deutsche Oper am Rhein, 1992) und Die Macht des Schicksals (Bremer Theater, 1992) von Giuseppe Verdi, das Musical La Cage aux Folles (Musikalische Komödie Leipzig) und dann auch mit ersten eigenen Produktionen und Entwürfen (Eine Nacht in Venedig von Johann Strauß (Theater Lüneburg, 1993), Die Leiche im Sack von Streul/Wittenbrinck (Stadttheater Gießen, 1996).
Vom Ballett über die Operette bis zur Oper, entwarf er Bühnenbilder und Kostüme für unterschiedliche Produktionen in Deutschland und im Ausland. Zahlreiche seiner Produktionen entstanden in gemeinsamer Arbeit mit dem Regisseur Thomas Mittmann, u. a. Die Großherzogin von Gerolstein von Jacques Offenbach (Wiener Kammeroper, unter der Intendanz von Josef Hussek, 1997), Die Fledermaus von Johann Strauss (Wiener Kammeroper, Schloß Schönbrunn und Japan-Tournee, 1998/99), Don Giovanni von Mozart (Staatstheater Augsburg, 2003), Rigoletto von Giuseppe Verdi (Stadttheater Bremerhaven, 2005), Die Zirkusprinzessin von Emmerich Kálmán (Rahvusooper Estonia, 2015).

## Freie Kunst und Fotografie
Giardini betätigt sich darüber hinaus als Maler und Zeichner. Sein Werk umfasst Gemälde, Zeichnungen und Karikaturen. Überwiegendes Thema sind Akte, erotische Themen und die Welt der Bühne und des Theaters. 1996 fand eine Doppelausstellung mit  einem weiteren Maler, Andreas Bruckhäuser, im Theatermuseum Düsseldorf statt. Seit 2019 gehört auch die Fotografie zu seinen Techniken. Bevorzugtes Motiv sind künstlerische Männerakte und Porträts, die in klassischen Kompositionen innere Seelenzustände zum Vorschein bringen. Werke von ihm wurden in zahlreichen Gruppen- und Einzelausstellungen in Deutschland, Italien, der Schweiz, England, den USA und Kanada gezeigt.

## Angewandte Kunst und Grafikdesign
Giardini arbeitet seit 2001 auch als Illustrator und Grafikdesigner für Agenturen und verschiedene Unternehmen vor allem der Parfum- und Kosmetikbranche wie Procter&Gamble, Cosmopolitan Cosmetics., Kenzo, Redgen.